# Tom Van Asbroeck
Tom Van Asbroeck (Alost, 19 de abril de 1990) es un ciclista belga, miembro del equipo Israel-Premier Tech.

## Palmarés
2011 (como amateur)
- Omloop Het Nieuwsblad sub-23

2012
- Beverbeek Classic
- Gran Premio Van de Stad Geel
- 3.º en el Campeonato Mundial en Ruta sub-23

2013
- Gran Premio Jean-Pierre Monseré

2014
- Gran Premio Cholet-Pays de Loire
- 1 etapa del Tour de Valonia
- UCI Europe Tour

2016
- 1 etapa del Tour de Poitou-Charentes

2019
- Binche-Chimay-Binche

2024
- 1 etapa del Tour La Provence

## Resultados en Grandes Vueltas
| Carrera | Carrera         | 2012 | 2013 | 2014 | 2015  | 2016 | 2017  | 2018  | 2019 | 2020 | 2021 | 2022 | 2023 | 2024 |
| ------- | --------------- | ---- | ---- | ---- | ----- | ---- | ----- | ----- | ---- | ---- | ---- | ---- | ---- | ---- |
|         | Giro de Italia  | —    | —    | —    | —     | —    | —     | 133.º | —    | —    | —    | —    | —    | —    |
|         | Tour de Francia | —    | —    | —    | —     | —    | —     | —     | —    | 98.º | —    | —    | —    | —    |
|         | Vuelta a España | —    | —    | —    | 110.º | —    | 133.º | 87.º  | —    | —    | —    | —    | —    | —    |

—: no participa

Ab.: abandono

## Equipos
- Topsport Vlaanderen (2012-2014)
  - Topsport Vlaanderen-Mercator (2012)
  - Topsport Vlaanderen-Baloise (2013-2014)
- Team Lotto NL-Jumbo (2015-2016)
- Cannondale/EF (2017-2018)
  - Cannondale-Drapac Pro Cycling Team (2017)
  - EF Education First-Drapac (2018)
- Israel[1] (2019-)
  - Israel Cycling Academy (2019)
  - Israel Start-Up Nation (2020-2021)
  - Israel-Premier Tech (2022-)